# Llac Powell

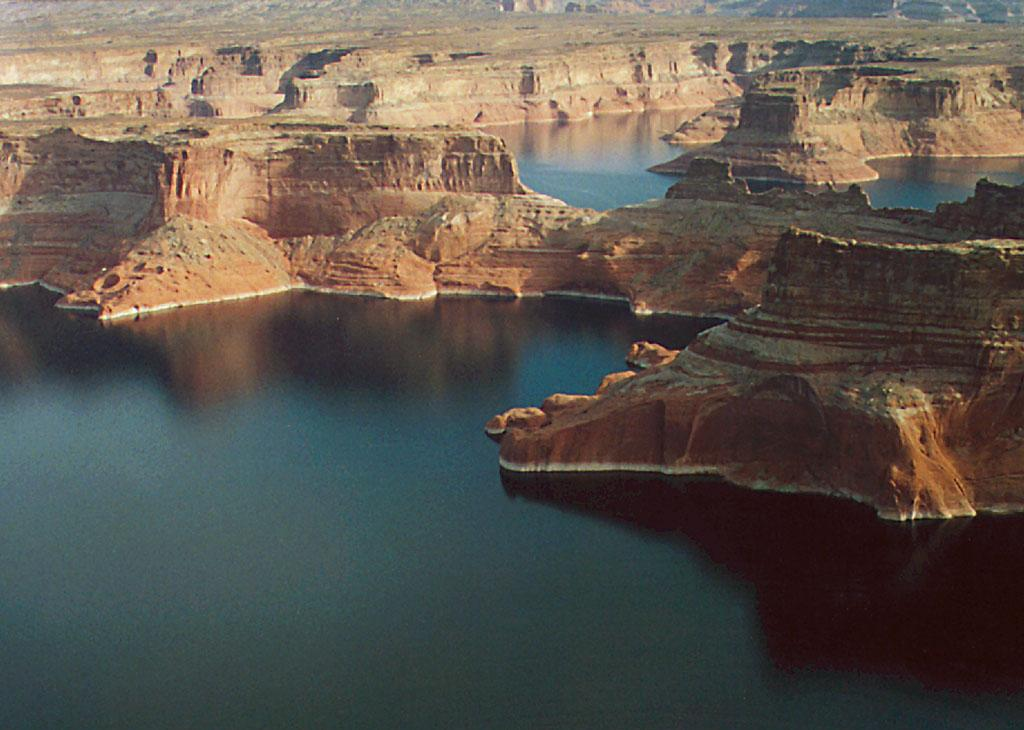
Llac Powell

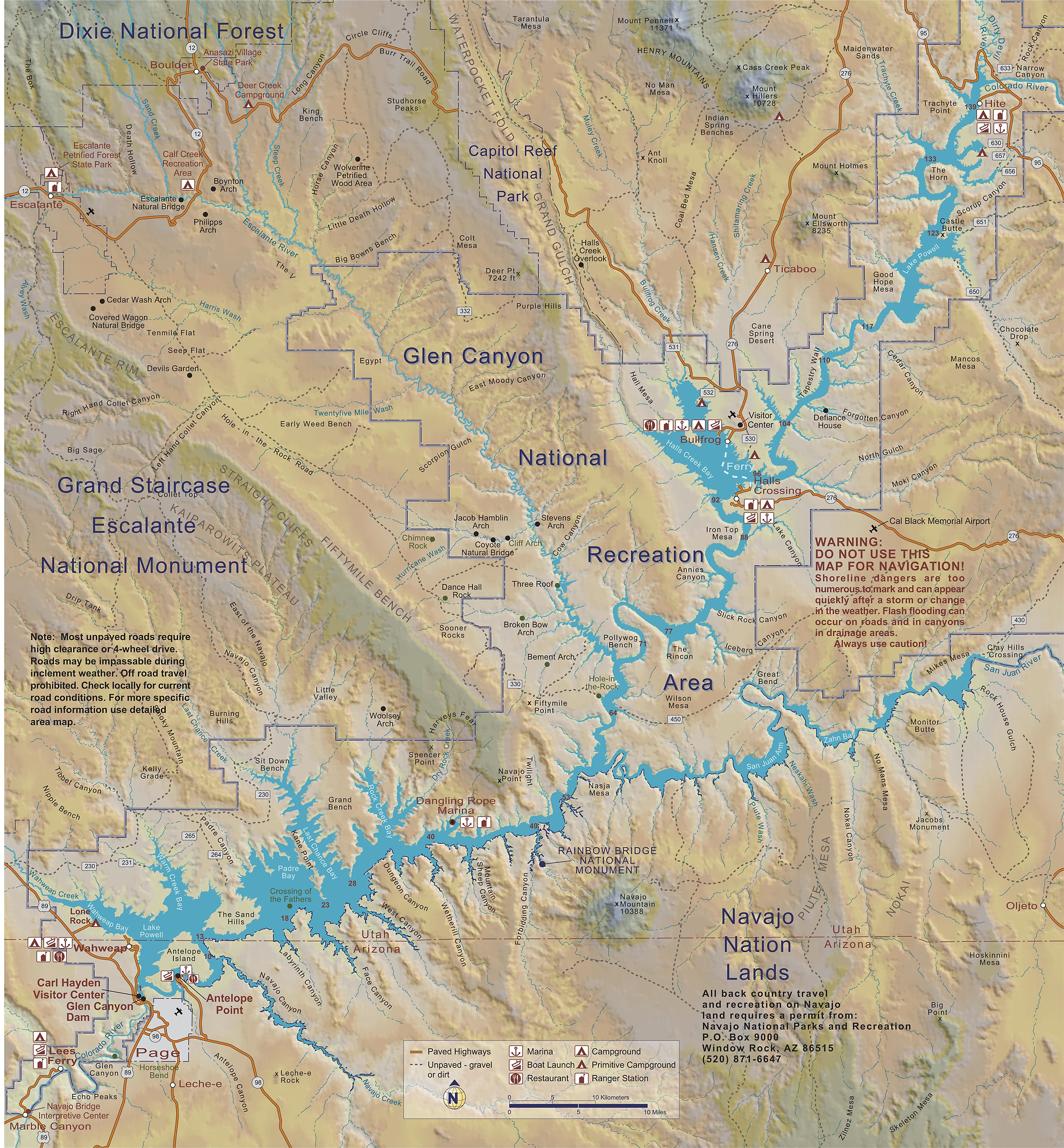
Mapa del Llac Powell

El Llac Powell, en anglès:Lake Powell, que no s'ha de confondre amb Powell Lake del Canadà, és un embassament (en anglès;reservoir) construït artificialment, la seva presa es va acabar el 1969, sobre el riu Colorado dels Estats Units en el límit dels estats de Utah i Arizona. Ocupa 658 km², (la major part es troba al llarg de Monument Nacional del Pont de l'Arc de Sant Martí, a Utah). Es tracta del segon embassament de més capacitat d'emmagatzemar aigua construït als Estats Units després del de Lake Mead. La seva fondària mitjana és de 40 m, pot emmagatzemar 3.0001×1010 m3 quan és completament ple. El Llac Powell es va formar per la inundació del Glen Canyon amb la controvertida presa Glen Canyon Dam, la qual també formà la zona recreativa de Glen Canyon National Recreation Area. L'embassament rep el nom de l'explorador John Wesley Powell que explorà la zona el 1869.
El llac Powell proporciona aigua dolça principalment a part de Colorado, Utah, Wyoming, i New Mexico i també a Arizona, Nevada, i Califòrnia.